# Michael Streiter
Michael Streiter (Hall in Tirol, 19 gennaio 1966) è un allenatore di calcio ed ex calciatore austriaco, di ruolo difensore.

## Palmarès
- Campionato austriaco: 2

Swarovski Tirol: 1988-1989, 1989-1990